# Idiocerus iodes
Idiocerus iodes är en insektsart som beskrevs av Hamilton 1980. Idiocerus iodes ingår i släktet Idiocerus och familjen dvärgstritar. Inga underarter finns listade i Catalogue of Life.